# Reitshamer Bach
Der Reitshamer Bach ist ein Bach im Bezirk Braunau im Innviertel in Oberösterreich. Er ist ein linker Nebenfluss des Mühlberger Bachs.

## Geographie

### Verlauf
Der Reitshamer Bach entspringt nahe der Grenze zwischen dem Bezirk Braunau und dem Bezirk Salzburg-Umgebung westlich des Tannbergs. Seine Quelle befindet sich im namensgebenden Ort Reitsham (Gemeinde Lochen am See). Anfangs fließt der Bach in nordöstliche Richtung, bis er noch in Reitsham von rechts einen kleinen Graben aufnimmt, der am Tannberg entspringt. Ab dessen Einmündung wendet sich der Reitshamer Bach in Richtung Norden und nähert sich der Ortschaft Dirnham (Gemeinde Lochen am See). Hier nimmt er von rechts den Dirnhamer Bach auf. Nach dem Verlassen von Dirnham fließt der Bach kurz parallel zum Steinbach, der oberhalb ebenfalls in den Mühlberger Bach mündet. Nun fließt der Reitshamer Bach leicht in Nordwestliche Richtung und durchfließt dabei die Orte Gebertsham und Petersham (Gemeinde Lochen am See). Der Reitshamer Bach fließt schließlich wieder nach Nordwesten und tritt zunächst in die Ortschaft Feldbach (Gemeinde Lochen am See) ein. Hier spaltet sich von rechts ein Nebenarm ab, der oft auch als Mühlbach bezeichnet wird. Während der Mühlbach Feldbach direkt durchfließt, passiert der Reitshamer Bach die Ortschaft in westlicher Richtung. Nach der Wiederaufnahme des Mühlbachs macht der Reitshamer Bach einen Bogen nach Osten und nähert sich nun dem Gemeindezentrum von Lochen. Dieses passiert er jedoch unterirdisch, da er hier verdolt ist. Nachdem er im Gewerbegebiet von Lochen wieder an die Oberfläche tritt, ändert der Reitshamer Bach seine Fließrichtung wieder nach Norden und mündet zwischen Intenham und Ainhausen (Gemeinde Lochen am See) schließlich von links in den Mühlberger Bach. Er bildet dessen wichtigsten Zubringer.